# Guillermo Álvaro Peña
Guillermo Álvaro Peña Peña (Santa Cruz de la Sierra, 11 de febrero de 1965) es un exfutbolista y entrenador boliviano. Actualmente dirige al Oriente Petrolero de la Primera División de Bolivia. Es hermano mayor del exfutbolista José Enrique Peña.
Como futbolista, se desenvolvía en la posición de delantero, y fue considerado uno de los jugadores más destacados de los años 1990. Comenzó su carrera como entrenador el año 2004 en Oriente Petrolero.
Con la selección de fútbol de Bolivia jugó 43 partidos y anotó 4 goles, participó en la Copa Mundial de 1994 en Estados Unidos, y en 4 ediciones de la Copa América.
Desarrolló su carrera como jugador en diversos clubes de Bolivia, Chile y Colombia.

## Trayectoria
Como delantero se caracterizó por su frialdad y potencia para encarar a los arqueros. En San José se convirtió en un referente y gracias a sus goles llegó a integrar la selección nacional. ‘Peñavolea’ fue su apodo y fiel a su sobrenombre hizo en 1993 uno de los dos goles que Bolivia le marcó a Brasil, en La Paz, lo que significó quitarle a la Canarinha el invicto de 40 años en eliminatorias. Hizo historia con el equipo nacional que después clasificó al Mundial de Estados Unidos en 1994. En esa cita fue dirigido por el español Xabier Azkargorta. 

## Selección nacional
Con su selección participó en una Copa del Mundo (la de 1994 en Estados Unidos, donde su selección quedó eliminada en primera fase) y 5 ediciones de la Copa América (,la de 1987 en Argentina, la de 1989 en Brasil, la de 1991 en Chile, la de 1993 en Ecuador y la de 1995 en Uruguay) y también disputó las eliminatorias a los mundiales de Italia 1990 y USA 1994.

### Participaciones enCopas del Mundo
| Mundial                        | Sede           | Resultado      | PJ | Goles | Asis |
| ------------------------------ | -------------- | -------------- | -- | ----- | ---- |
| Copa Mundial de Fútbol de 1994 | Estados Unidos | Fase de grupos | 1  | 0     | 0    |

### Participaciones enCopas América
| Torneo                 | Sede                   | Resultado              | PJ                           | Goles | Asis. |
| ---------------------- | ---------------------- | ---------------------- | ---------------------------- | ----- | ----- |
| Copa América 1987      | Argentina              | Fase de grupos         | 2                            | 0     | 0     |
| Copa América 1989      | Brasil                 | Fase de grupos         | 3                            | 0     | 0     |
| Copa América 1991      | Chile                  | Fase de grupos         | 0 (4 partidos como suplente) | 0     | 0     |
| Copa América 1993      | Ecuador                | Fase de grupos         | 2                            | 0     | 0     |
| Copa América 1995      | Uruguay                | Cuartos de final       | 1                            | 0     | 0     |
| Total en Copas América | Total en Copas América | Total en Copas América | 8                            | 0     | 0     |

### Participaciones enEliminatorias al Mundial
| Eliminatoria                         | Sede del Mundial       | Posición               | Resultado              | PJ | Goles | Asis |
| ------------------------------------ | ---------------------- | ---------------------- | ---------------------- | -- | ----- | ---- |
| Eliminatorias Mundial de Italia 1990 | Italia                 | 2°lugar 6pts Grupo 1   | Eliminado              | 3  | 0     | 0    |
| Eliminatorias Mundial de USA 1994    | Estados Unidos         | 2°lugar 11pts Grupo B  | Clasificado            | 5  | 1     | 0    |
| Total en Eliminatorias               | Total en Eliminatorias | Total en Eliminatorias | Total en Eliminatorias | 8  | 1     | 0    |

## Participaciones internacionales
| Club                        | Año  | Competencia       | Resultado        | PJ | Goles |
| --------------------------- | ---- | ----------------- | ---------------- | -- | ----- |
| San José · Bolivia          | 1992 | Copa Libertadores | Fase de grupos   | 6  | 0     |
| San José · Bolivia          | 1993 | Copa Libertadores | Fase de grupos   | 6  | 4     |
| Oriente Petrolero · Bolivia | 1998 | Copa Libertadores | Fase de grupos   | 6  | 1     |
| Bolívar · Bolivia           | 2000 | Copa Libertadores | Cuartos de final | 3  | 0     |

## Clubes

### Como jugador
| Club              | País     | Año       |
| ----------------- | -------- | --------- |
| Blooming          | Bolivia  | 1987-1989 |
| San José          | Bolivia  | 1990      |
| The Strongest     | Bolivia  | 1991      |
| San José          | Bolivia  | 1992      |
| Deportes Temuco   | Chile    | 1993-1994 |
| Cortuluá          | Colombia | 1995      |
| Bolívar           | Bolivia  | 1995      |
| Real Santa Cruz   | Bolivia  | 1996      |
| Destroyers        | Bolivia  | 1997      |
| Oriente Petrolero | Bolivia  | 1998      |
| The Strongest     | Bolivia  | 1999      |
| Bolívar           | Bolivia  | 2000      |
| Mariscal Braun    | Bolivia  | 2001-2002 |
| Iberoamericana    | Bolivia  | 2002-2003 |

### Como entrenador
| Club                                | País    | Año               |
| ----------------------------------- | ------- | ----------------- |
| Oriente Petrolero                   | Bolivia | 2004 - 2005       |
| Destroyers                          | Bolivia | 2006              |
| Blooming                            | Bolivia | 2006 - 2007       |
| Dinamo de Kiev (Inferiores)         | Ucrania | 2007 - 2013       |
| Guabirá                             | Bolivia | 2014              |
| San José                            | Bolivia | 2014              |
| Wilstermann                         | Bolivia | 2017 - 2018       |
| Real Santa Cruz (Asistente técnico) | Bolivia | 2019 - 2020       |
| Nacional Potosí                     | Bolivia | 2021              |
| Real Tomayapo                       | Bolivia | 2021              |
| Wilstermann                         | Bolivia | 2022              |
| Independiente Petrolero             | Bolivia | 2023              |
| Blooming                            | Bolivia | 2024              |
| Oriente Petrolero                   | Bolivia | 2025 - Actualidad |

## Palmarés

### Como jugador
Torneos cortos
| Título          | Club            | Año  |
| --------------- | --------------- | ---- |
| Torneo Apertura | Real Santa Cruz | 1996 |
| Torneo Clausura | The Strongest   | 1999 |

### Como entrenador
Títulos nacionales
| Título           | Club              | Año           |
| ---------------- | ----------------- | ------------- |
| Primera División | Jorge Wilstermann | Apertura 2018 |

### Distinciones individuales
| Distinción                                                   | Año  |
| ------------------------------------------------------------ | ---- |
| Máximo goleador de la Primera División de Bolivia (32 goles) | 1992 |